# Brisinga analoga
Brisinga analoga is een elfarmige zeester uit de familie Brisingidae.
De wetenschappelijke naam van de soort werd, als Craterobrisinga analoga, in 1919 gepubliceerd door Walter Kenrick Fisher. De soort werd door hem beschreven aan de hand van één exemplaar dat bij een tocht met het Amerikaanse onderzoeksschip Albatross tussen 1907 en 1910 was opgedregd van 375 vadem (686 meter) diepte in de wateren bij Palawan. De soort was Fisher slechts van deze ene locatie bekend.